# La muerte de Adonis
La muerte de Adonis es un cuadro del pintor Peter Paul Rubens, realizado después de la estancia del pintor en Italia, hacia 1614. Se encuentra en el Museo de Israel, de Jerusalén.

## Tema

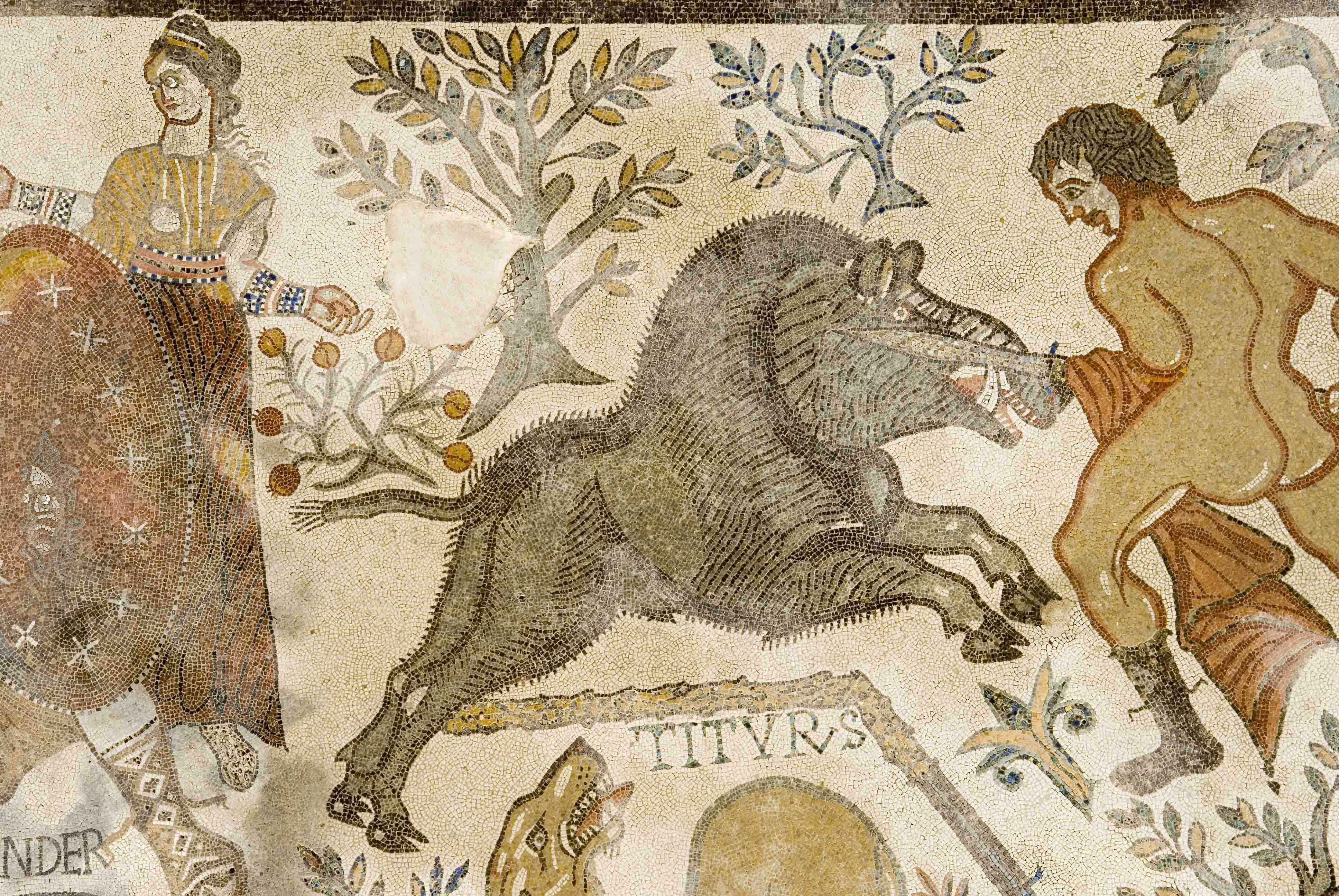
Mosaico en la Villa romana de Carranque.

Representa el episodio mitológico de la muerte del dios Adonis por los colmillos de un jabalí enviado por Artemisa. Es uno de los momentos más representados en la historia del arte, por ejemplo por Juan Bautista Martínez del Mazo, Poussin o Ribera.
 También se representa en otros formatos, como por ejemplo, en un mosaico ubicado en la Villa romana de Carranque, Toledo, España.
En la escena se ve a Adonis ensangrentado, rodeado por Venus (equivalente romana de la diosa griega Afrodita), Cupido (dios romano correspondiente en parte al griego Eros) y las Tres Gracias (equivalentes romanas de las Cárites).